# オスカル・ミゲス
オスカル・ミゲス（Óscar Omar Miguez Antón1927年12月5日 - 2006年8月19日）は、ウルグアイ出身のサッカー選手。ポジションはフォワード。

## 経歴
1950、1954年のFIFAワールドカップに出場し、合計で8ゴールを挙げた。
クラブは1948年から1959年までCAペニャロールス、1960年はスポルティング・クリスタルに所属していた。
1950 FIFAワールドカップでは、ウルグアイが出場した4試合すべてに出場し、ボリビア戦ではハットトリックを達成した。また、スウェーデン戦も2ゴールをマークして同点に追いつき3-2で勝利し、大会を通して5ゴールを記録しウルグアイの優勝に大きく貢献した。
1954 FIFAワールドカップでは、チェコスロバキア戦で1ゴール、スコットランド戦で2ゴールをマークした。